# غاري هاريس (لاعب كرة قدم)
غاري هاريس (بالإنجليزية: Gary Harris)‏ هو لاعب كرة قدم بريطاني في مركز نصف الجناح، ولد في 31 مايو 1959 في برمنغهام في المملكة المتحدة. لعب مع كارديف سيتي.